# Hans Otto Horch
Hans Otto Horch (* 14. Januar 1944 in Lörrach) ist ein deutscher Literaturwissenschaftler.

## Leben
Hans Otto Horch studierte von 1964 bis 1971 Germanistik, Philosophie und Musikwissenschaft an den Universitäten Tübingen und Aachen. Als wissenschaftlicher Assistent an der RWTH Aachen promovierte er 1974 mit einer textsemantischen Arbeit über Gottfried Benn und wurde 1984 mit einer Arbeit über die deutsch-jüdische Erzählliteratur des 19. Jahrhunderts habilitiert. Seit 1985 war Horch als Privatdozent und Professor auf Zeit an der RWTH Aachen tätig. Er war zudem Schüler von Hans Ernst Schneider alias Hans Schwerte, eines 1995 enttarnten ehemaligen Nationalsozialisten.
Zwischen 1990 und 1992 lehrte er als Gastprofessor am German Department der Hebrew University Jerusalem und beteiligte sich als Beiratsmitglied am Aufbau des dort angesiedelten Franz-Rosenzweig-Forschungszentrums für deutsch-jüdische Literatur und Kulturgeschichte. Von 1992 bis zu seiner Pensionierung 2009 war Horch Inhaber des nach dem Dichter und Literaturwissenschaftler Ludwig Strauß benannten, Lehr- und Forschungsgebiets deutsch-jüdische Literaturgeschichte an der RWTH Aachen, der „Ludwig Strauß-Professur“.
Die „Ludwig Strauß-Professur“ widmete sich als einzige Institution in Deutschland historisch und systematisch der deutschsprachigen Literatur jüdischer Autoren seit dem 18. Jahrhundert. Es geht um die Rekonstruktion interkultureller, auf unterschiedliche Identitäten abzielender Diskurse über jüdische Tradition und Existenz in der deutschsprachigen Literatur. Aufgrund seines Lebenswerks auf dem Gebiet der deutsch-jüdischen Studien erhielt Horch am 7. März 2010 die Ben-Gurion Medaille der israelischen Ben-Gurion-Universität im Negev.

## Forschungsschwerpunkte
- Etablierung der international ausgerichteten wissenschaftlichen Reihe Conditio Judaica. Studien und Quellen zur deutsch-jüdischen Literatur- und Kulturgeschichte (Max Niemeyer Verlag, Tübingen, seit 2009 Walter de Gruyter), in der wichtige interdisziplinär ausgerichtete Arbeiten und Quellen zum Forschungsfeld veröffentlicht werden (bis 2009 mehr als 75 Bände).
- Monographien, Aufsätze, Sammelbände und Editionen zum Gesamtbereich der deutsch-jüdischen Literatur- und Kulturgeschichte.
- Eine Gesamtdarstellung der deutsch-jüdischen Literaturgeschichte im Sinn einer Diskursgeschichte seit dem 18. Jahrhundert (vier umfangreiche Studienbriefe für die FernUniversität Hagen).
- Ein weiterer Forschungsschwerpunkt ist die Digitalisierung und Bereitstellung jüdischer Periodika im deutschsprachigen Raum in Zusammenarbeit mit dem Sondersammelgebiet Judentum der Universitätsbibliothek Johann Christian Senckenberg, Frankfurt am Main, und der Bibliothek Germania Judaica, Köln. Über 120 der wichtigsten jüdischen Periodika, erschienen zwischen 1806 und 1938 im deutschen Sprachraum, sind seit 2006 im Projekt Compact Memory zugänglich.
- Seit 2006 wird die Judaica-Sammlung Frankfurt, die umfangreichste und bedeutendste Spezialsammlung zur Wissenschaft des europäischen Kontinents, mit ihren ca. 18.000 Titeln bereitgestellt. In diesen Projekten zeigt sich eine nicht selbstverständliche Bereitschaft, eine Brücke von den Geistes- und Sozialwissenschaften zu den Technik- und Naturwissenschaften zu schlagen.

## Werke (Auswahl)
- Auf der Suche nach der jüdischen Erzählliteratur. Die Literaturkritik der „Allgemeinen Zeitung des Judentums“ (1837–1922) (= Reihe Literarhistorische Untersuchungen, 1). Peter Lang, Frankfurt 1985.
- Gottfried Benn – Worte, Texte, Sinn. Das Problem deskriptiver Textanalyse am Beispiel seiner Lyrik (= Reihe Germanistik, 9). Thesen Verlag, Darmstadt 1975.
- [Mit Gabriele von Glasenapp:] Ghettoliteratur. Eine Dokumentation zur deutsch-jüdischen Literaturgeschichte des 19. und frühen 20. Jahrhunderts, 2 Teile in 3 Bänden (= Conditio Judaica; 53–55). Max Niemeyer, Tübingen, 2005.
- Herausgeber zahlreicher Sammelbände, außerdem Mitherausgeber (mit Robert Jütte und Markus J. Wenninger) von Aschkenas. Zeitschrift für Geschichte und Kultur der Juden.